# Fidès Devriès
Fidès Devriès (New Orleans, 22 aprile 1850 – Neuilly-sur-Seine, 27 gennaio 1939) è stata una cantante lirica francese di origine olandese.

## Biografia
Fidès Devriès era nata il 22 aprile 1850 a New Orleans, dove sua madre, il soprano olandese Rosa de Vries-van Os, cantava l'Opera francese.
Fidès Devriès studiò a Parigi con Gilbert Duprez e fece il suo debutto al Théâtre-Lyrique nel 1869, in Le Val d'Andorre di Fromental Halévy.
Cantò al Théâtre de la Monnaie di Bruxelles per due anni, poi fu assunta nel 1871 all'Opéra di Parigi, dove debuttò nel ruolo di Marguerite (Faust), prima di interpretare Isabelle (Robert le Diable), Inès (L'Africaine) e Ophélie, che interpretò in particolare durante la 100° rappresentazione di Amleto nel 1874. Secondo Andrew G. Gann « bella, imponente e dotata di grande intelligenza scenica, eccelleva in grandi ruoli drammatici».
Nel 1874 Fidès Devriès sposò H. Adler. Dopo il matrimonio, si ritirò temporaneamente dalle scene, prima di tornare dopo un po' di tempo a cantare in provincia, poi infine nuovamente a Parigi. In particolare, nel 1883-1884, si esibì al Théâtre-Italien, dove interpretò Amelia (Simon Boccanegra) e Salomé (Hérodiade).
Nel 1885 Fidès Devriès creò il ruolo di Chimène in Le Cid di Jules Massenet all'Opera di Parigi.
Nel 1887 interpretò il ruolo di Elsa nella prima rappresentazione parigina del Lohengrin di Wagner, all'Eden-Théâtre. A Monte-Carlo, ampliò il suo repertorio interpretando Aida, Violetta e Leïla (I pescatori di perle).
Nel 1889 si ritirò dalle scene dopo aver interpretato Gilda (Rigoletto ).
Era sorella dei cantanti Jeanne Devriès (1850-1924), Maurice Devriès (1854-1919) e Herman Devriès (1858-1949).